# Ferrari F14 T
De Ferrari F14 T is een Formule 1-auto, die in 2014 wordt gebruikt door het Formule 1-team van Ferrari.

## Onthulling
De F14 T, Ferrari's 60e Formule 1-auto, werd op 25 januari 2014 onthuld in Maranello. De auto wordt in 2014 bestuurd door Fernando Alonso en Kimi Räikkönen. De 14 staat voor 2014, de T voor de Turbolader. De opvolger van de Ferrari F138 is ontworpen om de nieuwe 1,6 liter V6 turbo motor 059/3 te gebruiken.

## Resultaten
De F14 T was niet de beste wagen en uiteindelijk werden er slechts 2 podia gescoord. Dit was het eerste seizoen sinds 1993 waar Ferrari geen enkele race won.
| Resultaat                     |
| ----------------------------- |
| Winnaar                       |
| Tweede plaats                 |
| Derde plaats                  |
| Gefinisht (punten)            |
| Gefinisht (geen punten)       |
| Niet geklasseerd (NC)         |
| Uitgevallen (DNF)             |
| Niet gekwalificeerd (DNQ)     |
| Gediskwalificeerd (DSQ)       |
| Niet gestart (DNS)            |
| Gewond (INJ)                  |
| Uitgesloten (EX)              |
| Teruggetrokken (WD)           |
| Niet deelgenomen (blanco cel) |
| vetgedrukt (pole position)    |
| cursief (snelste ronde)       |

| Jaar | Chassis       | Motor                         | Banden | Coureurs        | 1   | 2   | 3   | 4   | 5   | 6   | 7   | 8   | 9   | 10  | 11  | 12  | 13  | 14  | 15  | 16  | 17  | 18  | 19  | Punten | WK-plaats |
| ---- | ------------- | ----------------------------- | ------ | --------------- | --- | --- | --- | --- | --- | --- | --- | --- | --- | --- | --- | --- | --- | --- | --- | --- | --- | --- | --- | ------ | --------- |
| 2014 | Ferrari F14 T | Ferrari Type 059/3 1600 cc V6 | P      |                 | AUS | MAL | BHR | CHN | SPA | MON | CAN | OOS | GBR | DUI | HON | BEL | ITA | SIN | JPN | RUS | USA | BRA | ABU | 216    | 4e        |
| 2014 | Ferrari F14 T | Ferrari Type 059/3 1600 cc V6 | P      | Kimi Räikkönen  | 7   | 12  | 10  | 8   | 7   | 12  | 10  | 10  | DNF | 11  | 6   | 4   | 9   | 8   | 12  | 9   | 13  | 7   | 10  | 216    | 4e        |
| 2014 | Ferrari F14 T | Ferrari Type 059/3 1600 cc V6 | P      | Fernando Alonso | 4   | 4   | 9   | 3   | 6   | 4   | 6   | 5   | 6   | 5   | 2   | 7   | DNF | 4   | DNF | 6   | 6   | 6   | 9   | 216    | 4e        |
| Jaar | Chassis       | Motor                         | Banden | Coureurs        | 1   | 2   | 3   | 4   | 5   | 6   | 7   | 8   | 9   | 10  | 11  | 12  | 13  | 14  | 15  | 16  | 17  | 18  | 19  | Punten | WK-plaats |

### Eindstand coureurskampioenschap
- Fernando Alonso: 6e (161pnt)
- Kimi Räikkönen: 12e (55pnt)

Red Bull RB10 ·
Mercedes F1 W05 ·
Ferrari F14 T ·
Lotus E22 ·
McLaren MP4-29 ·
Force India VJM07 ·
Sauber C33 ·
Toro Rosso STR9 ·
Williams FW36 ·
Marussia MR03 ·
Caterham CT05